# Bugul-noz
Vous lisez un « bon article » labellisé en 2011.
Le Bugul-noz (prononcé : /by.dʒyl.ˈnoːs/ en breton vannetais) ou bugel-noz (« enfant de la nuit » ou « berger de la nuit ») est une créature nocturne du légendaire breton, proche du lutin et du loup-garou, qui se présente sous la forme d'un berger métamorphe portant un large chapeau. Surtout attaché au Vannetais, qui forme l'actuel Morbihan, il est mentionné depuis le XVIIe siècle, et peut-être issu des créatures du type « appeleur ». Les principaux collectages à son sujet datent du début du XXe siècle.
La tradition populaire parle de la crainte qu'il inspire et des moyens de s'en protéger. Il aurait pour fonction, selon Walter Evans-Wentz et Pierre Dubois, de prévenir les bergers attardés de l'arrivée des hordes nocturnes, et de les pousser à regagner leur foyer. Les mères bretonnes effrayaient jadis leurs enfants en évoquant leur risque d'enlèvement par cette créature.

## Étymologie et terminologie
Joseph Loth en a étudié l'étymologie dans son Dictionnaire breton-français du dialecte de Vannes, en 1894. Le nom a changé de sens en breton vannetais, puisque bugel, qui désigne l'enfant, y est le même mot que bugul, le berger, dont le sens est différent dans les autres dialectes,,.
On trouve la forme « bugel-noz » en 1633, et celle de bugul-noz en breton vannetais à partir de 1732. L'orthographe est assez variable, le nom étant surtout présent sous la forme « bugul-noz », mais on trouve aussi les formes « Bugul Noz » et « Bugul-nôz ».

## Origine et confusions
Pour Yves Le Gallo, le bugul-noz tient un rôle d'« épouvantail », Marie-Charlotte Delmas le qualifiant plutôt de croquemitaine. Les parents désireux de ne pas voir leurs enfants courir le soir les menaçaient en disant que si le bugul-noz les aperçevait en dehors de la maison, il les emporterait dans son immense chapeau rond.
D'après Walter Evans-Wentz et Albert Moxhet, il est peut-être issu de Yannig an Aod (ou Yann-An-Ôd), « Jean du rivage », un « appeleur » qui pousse les pêcheurs à rentrer au port dès la nuit tombée.
Un bulletin de la Société archéologique du Morbihan, paru en 1858, affirme qu'il est issu des dusino latins. Paul Sébillot note une confusion entre le bugul-noz et le loup-garou à son époque, un même nom désignant le lycanthrope qui rejoint les siens durant la nuit et le pâtre nocturne d'apparence humaine. En 1914, le chanoine J. Buléon mène une enquête sur le Bugul-Noz et le Garo (loup-garou), qui paraît dans la Revue Morbihannaise de février ; il suppose qu'il y a eu confusion entre plusieurs types de récits, qui se sont fondus les uns dans les autres. Comme le souligne Gaël Milin, Buléon regrette que les conteurs aient amalgamé des créatures jadis distinctes. Le prêtre et folkloriste breton François Cadic note en 1922 que le bugul-noz, les kannerezed-noz et les hopper-noz (crieurs de nuit) ont été assimilés à des revenants, suppôts du Diable.

## Description

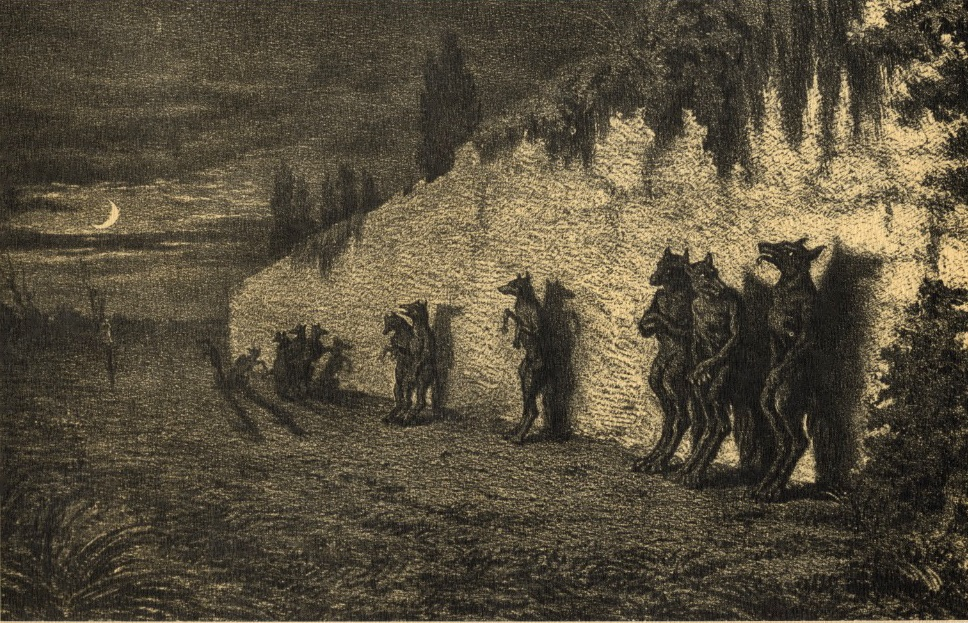
Selon certaines descriptions, le bugul-noz est un loup-garou.

Les descriptions du Bugul-noz sont confuses, mais elles suggèrent une assez grande taille, voire une taille de géant qui lui permet d'attraper des enfants dans son chapeau. Son comportement est plutôt espiègle, un collectage de Bubry parlant de son habitude de surprendre les passants en soulevant une perche entre leurs jambes. D'après les récits collectés par la Société archéologique du Morbihan en 1858, le bugul-noz est un « lutin malfaisant » qui effraie les humains par ses apparitions, et revêt parfois une peau de loup pour courir nuitamment. Il peut aussi monter à cheval, et emporter des personnes qu'il jette ensuite dans l'eau.

« Quand les ombres sont descendues, et que l'oiseau de nuit quitte sa retraite, éloignez-vous : vous y entendriez, comme des voix plaintives, les gémissements des pâtres enlevés par le Bugul-Noz, ce Croque-mitaine breton ! »

— Guide du voyageur : Carnac et ses alentours
Les Bretons qui rentrent tard du travail sont susceptibles de le rencontrer, et redoutent ce moment. Esprit de la nuit, le bugul-noz voit l'apogée de son pouvoir à minuit. Il fréquente les bois et les chemins, caché par un chapeau « plus large qu'une roue de charrette » et un ample manteau blanc traînant à terre d'après Vérusmor. Comme dans le cauchemar, il grandit au fur et à mesure que l'on s'approche de lui. Il possède le don de métamorphose afin de surprendre ses victimes, et peut se changer, par exemple, en cheval. Il est parfois accompagné de korrigans poussant leur chant de marche. Comme beaucoup d'autres esprits de la nuit, il déteste les sifflements : Anatole Le Braz cite une tradition de Riantec, qui veut que lorsqu'on l'entend siffler derrière soi, il faille bien se garder de siffler aussi. Il n'est pas toujours malfaisant, car il aurait protégé des gens contre les démons, en les cachant sous son manteau.
Dans d'autres histoires, il est un loup-garou qui emporte les enfants en les cachant dans son chapeau. Paul Sébillot livre une version selon laquelle un cultivateur s'aperçoit que son frère est « bugul-noz » et sort tous les soirs sous forme de loup. Sur les conseils d'un prêtre, il va le rejoindre une nuit et le pique avec une fourche à deux pointes. Selon les auteurs plus récents François Le Divenah et Thierry Jigourel, le bugul-noz est parfois lié à la mer, où il officierait « armé jusqu'aux dents ». Selon les collectes de Milin, il craint l'aubépine, dont le pouvoir met fin aux enchantements. Ce serait un homme maudit, qui accomplit une pénitence. Selon les collectes de Sébillot, le bugul-noz serait un païen archaïque, allergique au signe de la Rédemption. D'après Buffet, un moyen de s'en protéger consiste à « se retrancher rapidement derrière une porte de chrétien, dont les barres horizontales et verticales forment comme une croix », ou alors à rester dans un champ labouré, précédemment semé avec des grains bénis.
L'anthropologue américain Walter Evans-Wentz qualifie le Bugul-noz d'« homme-fée » et suggère, tout comme Pierre Dubois, qu'il emmenait paître son troupeau d'ombres à la nuit tombée pour signifier au berger qu'il est temps de rentrer, et ne serait pas maléfique, mais presserait les hommes à quitter les territoires qu'il hante avec les esprits de la nuit,.
Dans les notes d'un chiffonnier itinérant retrouvées à Lamballe en 2017 et parues aux éditions Kleinzach sous le titre,  La Légende du Buguel, on lit cette description : « J’aperçus un long visage aux yeux caves et à la bouche interminable se pencher sur moi. Entre les deux mâchoires, des centaines de petites dents blanches et pointues se dressaient en désordre. Sur sa tête, je distinguais les rubans usés d’un vieux chapeau fouetté par le vent. Je compris alors que ce n’était pas des branches qui me serraient jusqu’à l’étouffement, mais bien les mains de cette créature foisonnante faite de proliférations et d’excroissances. Un corps de terre, de bois, de mousse, composé de tout ce qui grouille et vit dans l’ombre de cette forêt me tenait prisonnier. » Ici encore la créature n'est pas décrite comme maléfique, elle serait le fantôme d'un jeune pâtre abandonné dans les bois : « C’est ainsi qu’ils auraient continué de croître sans but, par prolifération, agglomérant à leur personne tout ce que la nature sauvage leur offrait. Poussant à la manière d’arbres tortueux qui croissent entre deux pierres stériles et sans tuteur, ils auraient adopté des silhouettes informes aux proportions démesurées et grotesques.  Chez eux, l’écorce se mêle à l’os, l’os aux haillons et les haillons à la chair putride. Leurs visages informes ne sont que grimaces. Une bouche immense y forme une cicatrice qui accueille des milliers de dents de lait. »

## Collectages et évolution des croyances
Le bugul-noz est surtout connu dans le Vannetais. Joseph Frison a collecté un témoignage disant que la créature aurait habité avec sa conjointe du côté d'Hennebont, mais aurait depuis disparu.
Les principaux collectages au sujet de cette créature sont effectués par Joseph Frison au début du XXe siècle. Il en rassemble plusieurs pour la Revue des traditions populaires : Le petit boudeur en avril 1908, Le berger de nuit en juillet 1910, Le Bugul-nôz en novembre de la même année, et La délivrance du Bugul-nôz en février 1911. Il apprend d'un domestique d'une vingtaine d'années qu'une de ces créatures était jadis réputée pour hanter l'église de Cléguer. La croyance populaire est cependant déjà en voie de disparition : un paysan de Lorient affirme avoir entendu parler du bugul-noz mais ne plus s'en souvenir, ajoutant qu'il s'agit peut-être d'un oiseau chanteur, mais que ce nom n'est plus guère utilisé.
Yves Le Diberder recueille de nouvelles anecdotes dans le Kemenet-Héboé, le Porhoët, et dans la presqu'île de Rhuys en 1912. Pour éclaircir une croyance selon laquelle les excommuniés deviennent des loup-garous, l'abbé Cadoux enquête en 1914 sur le Garou et le Bugul-Noz à Bubry.
Walter Evans-Wentz (1878 - 1965) s'est intéressé au Bugul-noz, mais il n'est pas parvenu à trouver de description du troupeau qui l'accompagne, ni ce que présage sa rencontre, même s'il a noté que les Bretons préfèrent l'éviter.

## Impact culturel
Le Bugul-noz a donné son nom à un trail, couru entre Sarzeau et le stade de Quistinic,. Une version de sa légende est affichée sur le chemin de randonnée de Pont Augan, à Quistinic.
Cette créature est incluse dans l'ouvrage de Faery Wicca d'Edain Mc Coy, qui le décrit comme le dernier de son espèce, ajoutant qu'il est incroyablement laid, ce qui lui cause beaucoup de peine, incite les animaux de la forêt à l'éviter, et explique qu'il pousse lui-même des cris pour avertir les gens de son approche et ne pas les effrayer. Elle ajoute qu'il n'est pas malveillant, mais demeure toujours seul à cause de son effroyable apparence.
Un monstre du jeu vidéo Final Fantasy XI porte également ce nom, tout comme une créature de la seconde édition du jeu de rôle Pathfinder.
Bugul Noz est également le nom d'un groupe belge de punk celtique. La piste d'intro de leur premier album éponyme est un conte mettant en scène la créature.
Depuis 2022, Bugul Noz est le nom d'un festival de musique, de théâtre et d'autres arts et artisanats qui a lieu tous les ans en mai ou en juin sur le territoire de Quimperlé Communauté.